# Oceanborn
Oceanborn es el segundo álbum de estudio de Nightwish y uno de los más importantes de la banda. Es uno de sus álbumes más oscuros por hacer uso de la voz de Tapio Wilska en canciones como "The Pharaoh Sails To Orion" y "Devil & the Deep Dark Ocean".
La mayoría de las demás canciones son fantasías, como por ejemplo "Swanheart" y "Walking In The Air", aunque también hay sonidos religiosos que se hacen sentir en canciones como "Gethsemane".  "Stargazers" inicialmente se llamó "Aztecs".

## Antecedentes
En declaraciones a Kerrang! en 2008, el fundador del grupo, Tuomas Holopainen, recordó que la banda se volvió muy ambiciosa tras el álbum de debut "que nunca estuvo destinado a publicarse como un disco propiamente dicho. Ocurrió casi por accidente, así que decidimos poner todo de nuestra parte para hacer grande a Oceanborn", añadió:

Éramos unos aficionados a la grabación. No sabíamos realmente lo que estábamos haciendo, así que experimentamos con un montón de cosas diferentes, incluso trajimos a un trío de cuerda que era una mierda, luego otro violín, luego otro violín encima. Así que 'Moondance' acabó teniendo 20 pistas de violín, ¡sólo porque no lo habíamos hecho antes y no sabíamos lo que estábamos haciendo! Es un álbum bastante recargado, pero también creo que es uno de nuestros mejores porque se puede oír la emoción de probar todas estas cosas nuevas. Parece extraño que se convirtiera en un álbum rompedor, porque en aquella época la música era muy divertida. Era realmente operístico, y cuando miras las fotos, parecen bastante horribles".,

Según Kerrang!, "a pesar de toda su grandiosidad en el Royal Albert Hall, Oceanborn se grabó en realidad en una escuela finlandesa.

## Lista de canciones
1. Stargazers - 4:28
2. Gethsemane - 5:22
3. Devil & The Deep Dark Ocean - 4:46
4. Sacrament of Wilderness - 4:12
5. Passion and the Opera - 4:50
6. Swanheart - 4:44
7. Moondance - 3:31
8. The Riddler - 5:16
9. The Pharaoh Sails To Orion - 6:26
10. Walking in the Air - 5:31
11. Sleeping Sun - 4:05
12. Nightquest (Solamente para Japón) – 4:16

## Miembros
- Tarja Turunen- Voz
- Emppu Vuorinen- Guitarra
- Sami Vänskä- bajo
- Tuomas Holopainen - Teclado
- Jukka Nevalainen - Batería

Invitados
- Tapio Wilska-Vocalista
- Esa Lehtinen -Flauta
- Plamen Dimov-Violín
- Kaisli Kaivola-Violín
- Markku Palola-Viola
- Erkki Hirvikangas-Violonchelo

## Posionamiento en lista
| Año  | Gráfica   | Posición |
| ---- | --------- | -------- |
| 1999 | Finlandia | 5        |
| 1999 | Alemania  | 74       |
| 2022 | Finlandia | 2        |